# Liste der Biografien/Ceg
Liste der Biografien |
Portal Biografien |
Personensuche
# |
A |
B |
C |
D |
E |
F |
G |
H |
I |
J |
K |
L |
M |
N |
O |
P |
Q |
R |
S |
T |
U |
V |
W |
X |
Y |
Z |
?
 
Ca |
Cb |
Cc |
Ce |
Ch |
Ci |
Cj |
Ck |
Cl |
Cm |
Cn |
Co |
Cr |
Cs |
Ct |
Cu |
Cv |
Cw |
Cy |
Cz
 
Cea |
Ceb |
Cec |
Ced |
Cee |
Cef |
Ceg |
Ceh |
Cei |
Cej |
Cek |
Cel |
Cem |
Cen |
Ceo |
Cep |
Cer |
Ces |
Cet |
Ceu |
Cev |
Cey |
Cez
Die Liste der Biografien führt alle Personen auf, die in der deutschsprachigen Wikipedia einen Artikel haben. Dieses ist eine Teilliste mit 11 Einträgen von Personen, deren Namen mit den Buchstaben „Ceg“ beginnt.

## Ceg

### Cega
- Cegani, Elisa (1911–1996), italienische Schauspielerin
- Cegarra, Alejandro (* 1989), venezolanischer Fotograf

### Cege
- Cegerxwîn (1903–1984), kurdischer Dichter und SchriftstellerCegerxwîn (1903–1984)

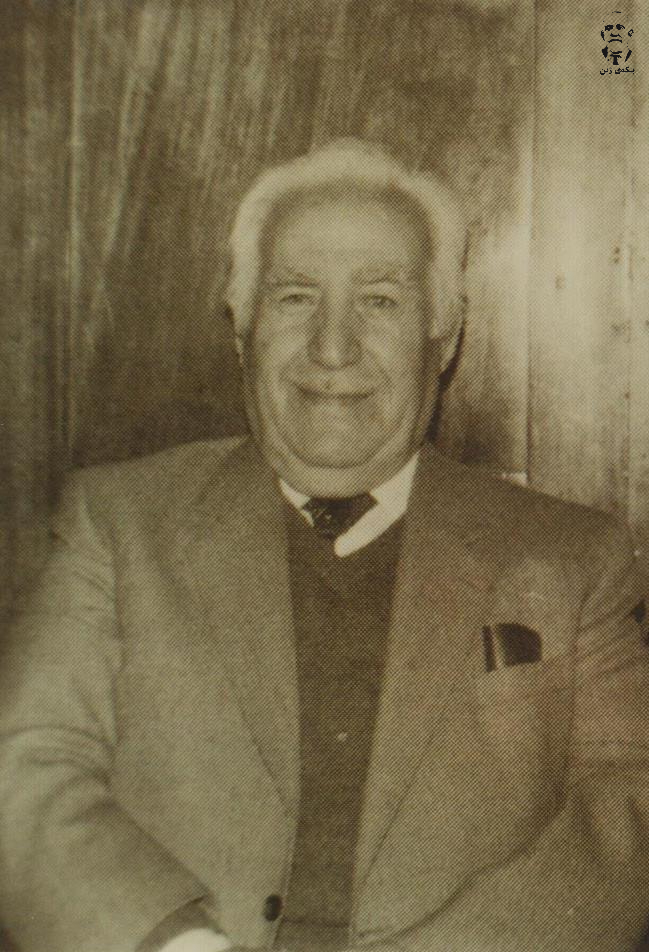
Cegerxwîn (1903–1984)

### Cegi
- Cegielski, Hipolit (1813–1868), Philologe, Unternehmer, Journalist und Politiker
- Cegielski, Stephan (1852–1921), deutscher Unternehmer und Politiker, MdR
- Cegielski, Wayne (* 1956), walisischer Fußballspieler
- Cégiu (* 1984), italienisch-schweizerische Musikerin, Produzentin und Komponistin

### Cegl
- Cegla, Ulrich (* 1942), deutscher Mediziner, Universitätsprofessor, Erfinder und Fachautor
- Ceglarski, Leonard (1926–2017), US-amerikanischer Eishockeyspieler und -trainer
- Ceglecka-Zielonka, Teresa (* 1957), polnische Politikerin, Mitglied des Sejm
- Ceglecki, Lars (* 1972), deutscher Schauspieler, Regisseur und Autor